# Dominique Arnaud
Dominique Arnaud (Tarnòs, 19 de setembre de 1959 - Dacs, 20 de juliol de 2016) fou un ciclista occità, professional entre 1980 i 1991.
En el seu palmarès destaquen tres victòries d'etapa a la Volta a Espanya i una a la Volta a Catalunya.

## Palmarès
- 1978
  - 1r al Tour del Yonne
- 1979
  - 1r al Tour de Bearn
- 1980
  - Vencedor d'una etapa de la Volta a Espanya
- 1982
  - Vencedor d'una etapa de la Volta a Espanya
- 1983
  - 1r al Tour del Llemosí
  - 1r al Gran Premi de Rennes
- 1985
  - Vencedor d'una etapa del Tour d'Armòrica
  - Vencedor d'una etapa del Tour del Llemosí
- 1986
  - Vencedor d'una etapa de la Volta a Catalunya
- 1987
  - Vencedor d'una etapa de la Volta a Espanya
  - Vencedor d'una etapa de la Volta a Andalusia
- 1990
  - Vencedor d'una etapa del Tour de Valclusa
  - Vencedor d'una etapa del Gran Premi del Midi Libre

### Resultats al Tour de França
- 1981. 24è de la classificació general
- 1982. 36è de la classificació general
- 1983. 26è de la classificació general
- 1984. 54è de la classificació general
- 1985. 22è de la classificació general
- 1986. 76è de la classificació general
- 1987. Abandona (20a etapa)
- 1988. 48è de la classificació general
- 1989. 30è de la classificació general
- 1990. 59è de la classificació general
- 1991. 77è de la classificació general

### Resultats a la Volta a Espanya
- 1980. 54è de la classificació general. Vencedor d'una etapa
- 1982. 22è de la classificació general. Vencedor d'una etapa
- 1987. 50è de la classificació general. Vencedor d'una etapa
- 1989. 38è de la classificació general

### Resultats al Giro d'Itàlia
- 1983. 25è de la classificació general
- 1985. 34è de la classificació general
- 1988. 38è de la classificació general
- 1991. 33è de la classificació general